# Mitsuo Kato
Mitsuo Kato (加藤 光雄, Kato Mitsuo, né le 22 janvier 1953) est un footballeur japonais.